# Épaule du Bouchet
Épaule du Bouchet – szczyt w Alpach Graickich, części Alp Zachodnich. Leży we wschodniej Francji w regionie Owernia-Rodan-Alpy. Należy do masywu Vanoise. Należy do Parku Narodowego Vanoise.